# Tyler Challenger
Il Tyler Challenger è stato un torneo professionistico di tennis giocato su campi in cemento. Faceva parte dell'ATP Challenger Series. Si giocava annualmente a Tyler negli Stati Uniti.

## Albo d'oro

### Singolare
| Anno | Campione       | Finalista    | Punteggio        |
| ---- | -------------- | ------------ | ---------------- |
| 2001 | Noam Okun      | Vince Spadea | 7–5, 6–2         |
| 2002 | Paul Goldstein | Mardy Fish   | 6(4)–7, 6–4, 6–3 |

### Doppio
| Anno | Campioni                      | Finalisti                   | Punteggio |
| ---- | ----------------------------- | --------------------------- | --------- |
| 2001 | Stephen Huss Paul Rosner      | Mardy Fish Jeff Morrison    | 6–4, 6–2  |
| 2002 | Peter Luczak Dmitrij Tursunov | Jason Marshall Anthony Ross | 6–1, 6–4  |